# Slater (Iowa)
Pour les articles homonymes, voir Slater.
Slater est une ville, du comté de Story  en Iowa, aux États-Unis. Elle est incorporée le 5 mai 1890.

## Source de la traduction
- (en) Cet article est partiellement ou en totalité issu de l’article de Wikipédia en anglais intitulé « Slater, Iowa » (voir la liste des auteurs).